# David Allen
David Allen (ur. 28 grudnia 1945) – amerykański specjalista do spraw produktywności i twórca Getting Things Done – metody zarządzania czasem.

## Życiorys
Dorastał w Shreveport w stanie Luizjana. Ukończył New College (obecnie New College of Florida) w Sarasota w stanie Floryda. W ciągu swojej kariery podejmował się wielu zajęć. Pracował między innymi jako iluzjonista, kelner, trener karate, architekt krajobrazu, dystrybutor preparatów witaminowych, operator tokarki do obróbki szkła, agent turystyczny, menedżer stacji benzynowej, przedstawiciel U-Haul, sprzedawca motorowerów, kucharz w restauracji, osobisty trener samorozwoju, menedżer agencji turystycznej. Jest także członkiem nowego ruchu religijnego Movement of Spiritual Inner Awareness. On sam twierdzi, że przed trzydziestym piątym rokiem życia imał się trzydziestu pięciu zawodów. Na kwestię produktywności w biznesie zwrócił uwagę w latach osiemdziesiątych, kiedy otrzymał zlecenie przygotowania programu dla kadry kierowniczej i menedżerskiej firmy Lockheed.
Jest założycielem David Allen Company, specjalizującej się w zarządzaniu czasem, produktywności i szkoleniu kierowników. Autorska metoda Getting Things Done jest składową jego programów szkoleniowych. Allen jest także jednym z założycieli i akcjonariuszy przedsiębiorstwa Actioneer, które tworzy oprogramowanie do zarządzania czasem dla urządzeń Palm.
Allen napisał trzy książki:
- Getting Things Done: The Art of Stress-Free Productivity (wydana w 2001) – opis autorskiego programu zarządzania czasem.
  - Polskie wydanie: Sztuka efektywności. Skuteczna realizacja zadań (wydane nakładem wydawnictwa Onepress w sierpniu 2006).
- Ready for Anything: 52 Productivity Principles for Work and Life.
  - Polskie wydanie: Gotowi na wszystko. 52 zasady efektywności w pracy i życiu (wydane nakładem wydawnictwa Onepress w kwietniu 2008).
- Making It All Work: Winning at the Game of Work and Business of Life.
  - Polskie wydanie: Wszystko pod kontrolą. Gra w pracę i biznes zwany życiem (wydane nakładem wydawnictwa Onepress w sierpniu 2018).

Allen obecnie mieszka w Ojai w Kalifornii wraz ze swoją czwartą żoną Kathryn.